# سرقلعه (زز غربی)
سرقلعه، روستایی از توابع بخش زز و ماهرو شهرستان الیگودرز در استان لرستان ایران است.

## جمعیت
این روستا در دهستان زز غربی قرار دارد و بر اساس سرشماری مرکز آمار ایران در سال ۱۳۸۵، جمعیت آن ۱۰۵ نفر (۱۹خانوار) بوده‌است.
مردم این روستا از طایفه قایدخانجمالی فولادوند و عبدالوند می باشد